# Maheriv
Maheriv (ukrainien : Магерів) est une commune urbaine de l'oblast de Lviv, en Ukraine. Elle compte 1 984 habitants en 2021.